# Mersa Gaouasis
| O34 · G39 | G1 | G43 | G43 | N25 |

| O34 · G39 | G1 | G43 | G43 | N25 |

Mersa Gaouasis (en égyptien ancien : Sȝww) est un petit port égyptien sur la mer Rouge et une ancienne ville portuaire de l'Égypte antique. Le port se trouve à l'embouchure de ouadi Gaouasis, à deux kilomètres au sud de l'embouchure du ouadi Gasus. À vingt-cinq kilomètres au nord se trouve la ville de Safaga.
L'endroit était apparemment utilisé comme port sous les règnes de Sésostris Ier à Amenemhat IV de la XIIe dynastie, et servait de point de chargement pour les expéditions vers Pount. Le port était également un point de départ pour les voyages vers les mines du Sinaï.

## Historique des recherches
Lorsqu'une stèle de la XIIe dynastie a été trouvée dans le ouadi Gasus, sur laquelle un port voisin appelé Sȝww était mentionné, l'université d'Alexandrie a commencé une fouille dirigée par Abdel Monem A.H. Sayed près de la station d'arrosage gréco-romaine où la stèle a été trouvée. Comme aucun autre monument pharaonique n'a été trouvé, on a conclu que la stèle avait été transportée à l'époque romaine de Sȝww à la station d'arrosage. Les recherches ont été poursuivies plus à l'est à l'embouchure de Mersa Gasus, où toujours aucun vestige pharaonique n'a été trouvé.
A deux kilomètres plus au sud de Mersa Gaouasis, une petite stèle a été découverte avec des inscriptions fragmentaires du cartouche de Sésostris Ier et du nom géographique 'Bia-n-punt. À 250 mètres à l'ouest du port, sur le côté nord du ouadi Gaouasis, a été découverte une petite châsse portant le nom et les titres d'Ânkhou, valet de Sésostris Ier. La châsse était constituée d'une ancre en calcaire servant de base, dans laquelle les trous supérieurs ont été découpés. Dans les inscriptions apparaissait à nouveau le nom de Sȝww, qui est confirmé comme l'emplacement du port de Mersa Gaouasis.
À deux cents mètres à l'ouest du sanctuaire, une autre petite stèle a été découverte avec une ancre en calcaire comme base. Elle contenait un ordre de Sésostris Ier au vizir Antefoqer pour qu'un navire se rende à Bia-Punt. Des fouilles ultérieures en 1977 ont permis de retrouver des tessons de poterie avec des inscriptions hiératiques énumérant le contenu, l'origine et la destination des navires. Parmi elles figuraient un temple de Sésostris II, le nom de Pount et le nom d'un fonctionnaire de l'époque de Sésostris III.
Les découvertes ont révélé que Sȝww pouvait désormais être clairement identifié avec Mersa Gaouasis et qu'au Moyen Empire, les navires naviguaient d'ici à Pount et inversement. On a découvert que les navires — comme à l'aller — étaient démontés au retour et transportés en pièces détachées dans la vallée du Nil. Les ancres d'environ cent-dix kilogrammes ont été fabriquées à Mersa Gaouasis et, au retour, elles ont été laissées en place et réutilisées, par exemple comme base de sanctuaire ou de stèle.